# Jane Rogers
Jane A. Rogers (Minneapolis, 6 april 1960) is een Amerikaans actrice. Ze had gastrollen in veel series waaronder de soapseries The Bold and the Beautiful en Santa Barbara.
Rogers komt oorspronkelijk uit Minnesota, waar ze haar eerste toneelervaring opdeed. Al snel werd ze ontdekt tijdens een talentenjacht.
Ze had gastrollen in onder meer Falcon Crest. In 1988 kreeg ze de rol van Heather Donnelly in "Santa Barbara". Daarna speelde ze, in slechts een aflevering, de verleidelijke Julie Delorean in "The Bold and the Beautiful".